# Guidan Zougaou (Tessaoua)
Guidan Zougaou (auch: Gidan Zougao, Guidan Zigao, Guidan Zigaou, Guidan Zougao) ist ein Dorf in der Stadtgemeinde Tessaoua in Niger.

## Geographie
Das von einem traditionellen Ortsvorsteher (chef traditionnel) geleitete Dorf befindet sich rund 20 Kilometer südwestlich des urbanen Zentrums von Tessaoua, der Hauptstadt des gleichnamigen Departements Tessaoua in der Region Maradi. Zu den Siedlungen in der näheren Umgebung von Guidan Zougaou zählen Jikata im Nordwesten, Iyataoua im Norden, Madobi im Osten, Maïfarou im Südosten und Gazaoua im Süden.
Guidan Zougaou ist Teil der Übergangszone zwischen Sahel und Sudan. Die durchschnittliche jährliche Niederschlagsmenge beträgt hier zwischen 400 und 500 mm.

## Bevölkerung
Bei der Volkszählung 2012 hatte Guidan Zougaou 915 Einwohner, die in 102 Haushalten lebten. Bei der Volkszählung 2001 betrug die Einwohnerzahl 729 in 93 Haushalten und bei der Volkszählung 1988 belief sich die Einwohnerzahl auf 1493 in 189 Haushalten.
Die Bevölkerungsdichte in diesem Gebiet ist für nigrische Verhältnisse hoch.

## Wirtschaft und Infrastruktur
Das Gebiet der Ebenen im südlichen Teil der Region Maradi, in dem Guidan Zougaou liegt, ist von einer anhaltenden Degradation der ackerbaulichen Flächen gekennzeichnet, die mit der hohen Bevölkerungsdichte in Zusammenhang steht. Im Dorf ist ein Gesundheitszentrum des Typs Centre de Santé Intégré (CSI) vorhanden. Es gibt eine Schule.